# Astriclypeus manni
Astriclypeus manni is een zee-egel uit de familie Astriclypeidae.
De wetenschappelijke naam van de soort werd in 1867 gepubliceerd door Addison Emery Verrill.